# Drosophila nutrita
Drosophila nutrita är en tvåvingeart som beskrevs av Oswald Duda 1935. Drosophila nutrita ingår i släktet Drosophila och familjen daggflugor.
Artens utbredningsområde är Kamerun, Kenya och Zimbabwe.